# Thanatus luederitzi
Thanatus luederitzi är en spindelart som beskrevs av Simon 1910. Thanatus luederitzi ingår i släktet Thanatus och familjen snabblöparspindlar. Inga underarter finns listade i Catalogue of Life.